# Boquira
Boquira es un municipio brasileño del estado de Bahía, localizado en la mesorregión del Centro-sur Baiano. Su población estimada en 2010 era de 83.012 habitantes, ocupando un área de 1.431 km².
El municipio cuenta con una pista de aterrizaje.
Boquira del 2010 población 83.016:
Urbana:62.341
Rural:15.236
Mujeres:31.798
Hombres:31.033